# Caisse d'assurance vieillesse, invalidité et maladie des cultes
Pour les articles homonymes, voir CAMAC.
 (juillet 2025).
La Caisse d'assurance vieillesse, invalidité et maladie des cultes (Cavimac), fondée en 1978, est un régime spécial de la Sécurité sociale française. Elle assure le recouvrement des cotisations (comme une Urssaf), le versement des prestations d'assurance maladie, maternité et invalidité (comme une Cpam), d'assurance vieillesse (comme une Carsat). C'est un régime de Sécurité sociale obligatoire pour tout ministre du culte ou membre de congrégation ou de collectivité religieuse.
L'organisme est sous tutelle de l'État (Ministère chargé de la Sécurité Sociale) et exerce une compétence nationale (métropole et départements ultra-marin) au service de tous les cultes.

## Historique
La Cavimac est créée par la loi n° 99-641 du 27 juillet 1999 relative à la couverture maladie universelle (CMU), avec mise en place au 1er janvier 2000
Auparavant, deux organismes couvraient les risques du régime des cultes : la CAMAC pour assurer la gestion du risque maladie et maternité et la CAMAVIC pour assurer la gestion d'assurance vieillesse et invalidité.
Son rôle d'interlocuteur unique a pour but d'appliquer les politiques publiques relatives à la Sécurité sociale ; en veillant à la prise en compte des éléments fondamentaux et spécifiques de la vie cultuelle[Lesquels ?]. De surcroît, la Cavimac propose une stratégie de prévention et de promotion de la santé novatrice et adaptée à sa population[En quoi ?]. Elle s'intègre également dans les grandes orientations nationales en matière de prévention et de dépistage planifiées par la Caisse Nationale d'Assurance Maladie (Cnam)[réf. souhaitée]. 
Cavimac, le film : 45 ans d'expertise dans la protection sociale des cultes

## Populations concernées par la Cavimac
Les ministres du culte et membres des collectivités religieuses affiliés à la Cavimac sont :
- catholiques,
- évangéliques,
- adventistes,
- musulmans,
- orthodoxes,
- bouddhistes,
- anglicans,
- hindous,
- témoins de Jéhovah.

Le Conseil d'Administration de la Cavimac est constitué de différents représentants.
Les membres du Conseil d'Administration sont proposés par les instances auxquelles ils sont rattachés à la nomination par le Ministère des solidarités et de la santé pour un mandat de quatre ans renouvelable.

## Gouvernance de la Cavimac
Le Président du Conseil d'Administration depuis le 16 octobre 2019 est Chan. Michel Esposito, Chancelier du Diocèse de Paris.
L'organisme est dirigé par Laurent Varnier, Directeur Général depuis le 1er octobre 2020.